# Tapology
Tapology – strona internetowa poświęcona sportom walki, głównie miesznym sztukom walki (MMA), ale także boksie, kick-boxingu, grapplingu, karate, itp. Zawiera szeroką bazę danych tych sportów, składającą się z zawodów, walk zawodników i zawodniczek czy też rankingów oraz posiada forum dyskusyjne i świeże wiadomości ze świata sportów walki. Serwis został stworzony w 2010 roku przez użytkowników: Gregory'ego oraz Jeremy'ego.